# Laevinesta
Laevinesta is een geslacht van weekdieren uit de klasse van de Gastropoda (slakken).

## Soort
- Laevinesta atlantica (Pérez Farfante, 1947)